# Spoorlijn 276
Spoorlijn 276 was een Belgische industrielijn in Seneffe. De lijn liep van station Familleureux naar Seneffe Zoning en was 1,6 km lang. Hij werd opgebroken tussen 2009 en 2012.

## Aansluitingen
In de volgende plaats is er een aansluiting op de volgende spoorlijn:
Familleureux
Spoorlijn 117 tussen 's-Gravenbrakel en Luttre